# 酸化数
酸化数（さんかすう、英語: oxidation number）とは、対象原子の電荷密度は、単体であるときと比較してどの程度かを知る目安の値である。1938年に米国のウェンデル・ラティマーが考案した。
酸化とはある原子が電子を失うことであるから、単体であったときより電荷密度が低くなっている。それに対して還元とはある原子が電子を得ることであるから、単体であったときより電子密度が高くなっている。
ある原子が酸化状態にある場合、酸化数は正の値をとり、その値が大きいほど電子不足の状態にあることを示す。逆に還元状態にある場合には負の数値をとり、その値が大きいほど電子過剰の状態にあることを示す。
酸化数が高いほど（酸化数が大きいほど）、電子の密度は低い。
酸化数はローマ数字で記述するのが通例であるが、算用数字を用いてもよい。

## 算出
酸化数は以下のように計算する。
1. 単体の原子の酸化数は0である。
2. 単原子イオンの場合においては、そのイオン価がそのまま酸化数となる。イオン価の分だけ電子を失っている、あるいは得ているからである。
3. 電気的に中性の化合物においては、構成物質の酸化数の総和は0である。
4. 原則、化合物の中の水素原子の酸化数は+I、酸素原子の酸化数は−IIとする（金属元素の水素化化合物のH原子の酸化数は−I、過酸化物中のO原子の酸化数は−Iである）。
5. 化合物中のフッ素原子の酸化数は必ず-Iである。
6. 多原子分子・多原子イオン中の原子の場合には、ある原子の酸化数は［その原子の持つ電荷］+［その原子よりも電気陰性度が大きい原子との結合数］ - ［その原子よりも電気陰性度が小さい原子との結合数］である。電気陰性度が高い原子と結合している場合には結合相手に電子を奪われていると考え、電気陰性度の低い原子と結合している場合には結合相手より電子を得ていると考えるからである。ある多原子分子・多原子イオンを構成しているすべての原子の酸化数の和は、その多原子分子・多原子イオンの持つイオン価と等しい。

以上の定義により炭素の化合物における炭素原子の酸化数を例に挙げると、以下のようになる：
- メタンCH4：−IV
- メタノールCH3OH：−II
- ホルムアルデヒドH2C=O：0
- ギ酸HCOOH：+II
- 二酸化炭素CO2：+IV

なお便宜的に化合物中の水素の酸化数を+I、酸素の酸化数を−IIと定義して、酸化数を計算することも行われている。しかし水素より電気陰性度の大きい元素は炭素・窒素・酸素・フッ素・硫黄・塩素・セレン・臭素・ヨウ素に限られるので、それ以外の元素の水素化物に水素の酸化数を+Iとする定義は適用できない。同様に酸素同士の結合がある過酸化物、酸素より電気陰性度の大きいフッ素との化合物では酸素の酸化数を−IIとする定義は適用できない。
| +VII |     |      |        |      |         | HClO4 |    |      |     |       | KMnO4  |                |       |      |
| +VI  |     |      |        |      | H2SO4   |       |    |      |     |       | K2MnO4 | K2CrO4 K2Cr2O7 |       |      |
| +V   |     |      |        | HNO3 |         | HClO3 |    |      |     |       |        |                |       |      |
| +IV  |     |      | CO2    | NO2  | SO2     |       |    |      |     |       | MnO2   |                |       |      |
| +III |     |      | H2C2O4 | HNO2 |         | HClO2 |    |      |     | Al2O3 |        | Cr2O3          | FeCl3 |      |
| +II  |     |      | CO     | NO   | Na2S2O3 |       |    |      | MgO |       | MnSO4  |                | FeSO4 | CuO  |
| +I   | H2O |      |        | N2O  |         | HClO  |    | NaCl |     |       |        |                |       | Cu2O |
| 0    | H2  | O2   | C      | N2   | S       | Cl2   | I2 | Na   | Mg  | Al    | Mn     | Cr             | Fe    | Cu   |
| −I   | NaH | H2O2 | C2H2   |      |         | HCl   | KI |      |     |       |        |                |       |      |
| −II  |     | H2O  | C2H4   |      | H2S     |       |    |      |     |       |        |                |       |      |
| −III |     |      |        | NH3  |         |       |    |      |     |       |        |                |       |      |
| −IV  |     |      | CH4    |      |         |       |    |      |     |       |        |                |       |      |

## 金属錯体の酸化数
金属錯体の中心金属においては、また別の酸化数の計算方法が行われる。
まず、金属に配位している配位子を中性配位子とアニオン性配位子に分類する。この時、必ず配位子が孤立電子対を持ち、金属に配位しているものと考える。金属－水素結合なら、水素は必ずヒドリドイオンとして結合しているものと考え、水素ラジカルやプロトンが結合しているとは考えない。二座以上の配位子はそれぞれの配位結合ごとに別々に考える。アミンやホスフィン、カルボニル基（一酸化炭素）のように中性原子で配位結合しているものは中性配位子に分類する。水素原子、ハロゲン原子、シアノ基、アルキル基のようにアニオン性原子で配位結合しているものはアニオン性配位子に分類する。そして、金属の酸化数は [錯体全体のイオン価] + [アニオン性配位子の配位数] で求められる。
ハロゲン化アルキルとマグネシウムが反応してグリニャール試薬ができる場合、酸化数 0 の単体マグネシウムはアルキル基とハロゲン原子という2つのアニオン性配位子を持つことになり酸化数 +II に変化する。このようにある化合物が解離して2つのアニオン性配位子となって金属原子に結合する場合には酸化数が 2 増えるので酸化的付加という。この反応の逆反応、すなわち2つのアニオン性配位子が結合して金属原子から脱離する反応は還元的脱離という。
なお、この方法で求めた酸化数は必ずしも正しく対象原子の電子密度を反映していない。そのため特に形式酸化数と呼ばれることもある。例えばカルボニル配位子は逆供与によって中心金属の電子密度を低下させるが、上記の計算方法によればカルボニル配位子は金属の酸化数を変化させない。また金属-水素結合を持つ錯体の中はブレンステッド酸として振る舞いプロトンを放出するものがある。この場合、上記の計算方法では単なる酸の解離が酸化反応として扱われてしまう。

## 計算化学による酸化数の計算
計算化学の手法により化合物中の各原子の電子密度を計算することが可能である。
代表的な手法としてはロバート・マリケンのポピュレーション解析 (population analysis) と呼ばれる手法がある。
これは分子軌道法によって計算した軌道の係数から各原子に電子数を割り当てる手法である。
原子の持つ正電荷と割り当てられた電子数との差を正味電荷という。
このような手法で求めた電子数は単なる目安ではなく根拠を伴った数値であるので、酸化数ではなく電荷と呼ぶことが多い。